# Mesosemia evias
Mesosemia evias är en fjärilsart som beskrevs av Hans Ferdinand Emil Julius Stichel 1923. Mesosemia evias ingår i släktet Mesosemia och familjen Riodinidae. Inga underarter finns listade i Catalogue of Life.